# شهرستان لویس (کنتاکی)
شهرستان لوئیس، کنتاکی (به انگلیسی: Lewis County, Kentucky) یک سکونتگاه مسکونی در ایالات متحده آمریکا است که در کنتاکی واقع شده‌است.